# Boende
Boende constitue le chef-lieu de la province de la Tshuapa en République Démocratique du Congo. Cette localité se distingue par la présence d'un port et d'un aéroport, dont le code AITA est BNB, facilitant ainsi des liaisons régulières vers Kinshasa via Mbandaka.
Dotée du statut de ville, Boende est subdivisée en deux communes urbaines distinctes : Boende et Tshuapa. Ces divisions administratives témoignent de son importance régionale et de son organisation territoriale.

## Géographie
Elle est située sur la rivière Tshuapa, à l'est de Mbandaka et sur la route nationale 8 à 1400 km au nord-est de la capitale Kinshasa.

## Histoire
Boende constitue un site qui a contribué, de manière partielle, à l'accroissement du patrimoine personnel du roi Léopold II grâce à ses ressources variées, notamment le caoutchouc issu de l'hévéa watshi, ainsi que le café, les palmeraies, le bois, le cacao, le fer et le cuivre.
Cette localité assurait l'approvisionnement alimentaire de sa propre population par le biais de la pêche artisanale, de l'agriculture, de l'élevage et de la chasse. En outre, elle fournissait également les populations de Mbandaka et de Kinshasa avec des poissons frais séchés provenant des rivières Tshuapa et Lomela.

## Environnement
Dans la cité de Boende, les saisons estivales se montrent succinctes, tandis que les hivers se présentent également de manière abrégée ; le climat se caractérise par une chaleur oppressante, une pluviométrie abondante et un ciel constamment couvert tout au long de l'année. La température annuelle fluctue généralement entre 21 °C et 29 °C, avec des valeurs rarement inférieures à 20 °C ou supérieures à 32 °C. 
En tenant compte de l'évaluation de l'adéquation des plages et piscines, il apparaît que les périodes optimales pour explorer Boende dans le cadre d'activités estivales s'étendent de début juin à fin août ainsi que de fin décembre à la mi-janvier.

## Administration
Boende, siège administratif de la province de la Tshuapa, se distingue par son organisation en deux communes urbaines distinctes : Boende et Tshuapa. Ce découpage administratif reflète la configuration complexe de cette localité. L'autorité municipale est incarnée par le maire Bokoto Ilo Joël, dont la responsabilité est d'assurer la gestion et le bon fonctionnement de la ville..

## Population et société

### Démographie
Le recensement date de 1984, l'accroissement annuel est estimé à 2,23 en 2012,.
| 1984   | 2004   | 2012   |
| ------ | ------ | ------ |
| 17 200 | 29 339 | 34 997 |

### Vie religieuse
Boende est une cité à prédominance chrétienne, où une partie considérable des habitants a été éduquée dans les établissements scolaires fondés par des missionnaires catholiques et protestants. Grâce à son hospitalité légendaire, la population locale, les Bana-Boende, accueillait avec générosité tout nouvel arrivant, en conformité avec les traditions d'accueil des étrangers. Cette communauté a également investi dans l'éducation de ses enfants, les orientant vers l'acquisition de compétences intellectuelles et professionnelles. Elle bénéficiait de ressources précieuses telles que des enseignants, des directeurs et directrices d’établissement, ainsi que des missionnaires d'origine belge qui apportaient avec eux leurs pratiques coloniales.
Boende abrite deux missions catholiques. La première, la Mission Saint-Augustin, a ultérieurement été renommée Ngong’eyoko. La seconde, la mission catholique Saint-Martin, est devenue Lontsingé. Selon les traditions des ancêtres, Boende Ngongo était également désignée sous le nom de Boende Ngong’eyoko.

## Économie
Boende, ville dotée d'infrastructures publiques variées telles que des hôpitaux, des établissements scolaires et des services administratifs, se distingue également comme un centre touristique notable. Le parc national de la Salonga, le plus vaste parc naturel mondial, s’étend dans le territoire de Monkoto, l'un des six territoires du district de la Tshuapa, auquel Boende est le chef-lieu.
Historiquement, les hévéas cultivés dans la plantation WATSHI, située à 25 kilomètres de Boende, étaient utilisés pour la production des pneus Dunlop à l’époque. Cette production a joué un rôle significatif dans l’économie belge grâce à la société SOCOBE, aujourd'hui connue sous le nom d’ENTRIAC.

## Personnalités
- Huguette Tolinga (1988- ), musicienne née à Boende.